# John Dodson Stiles

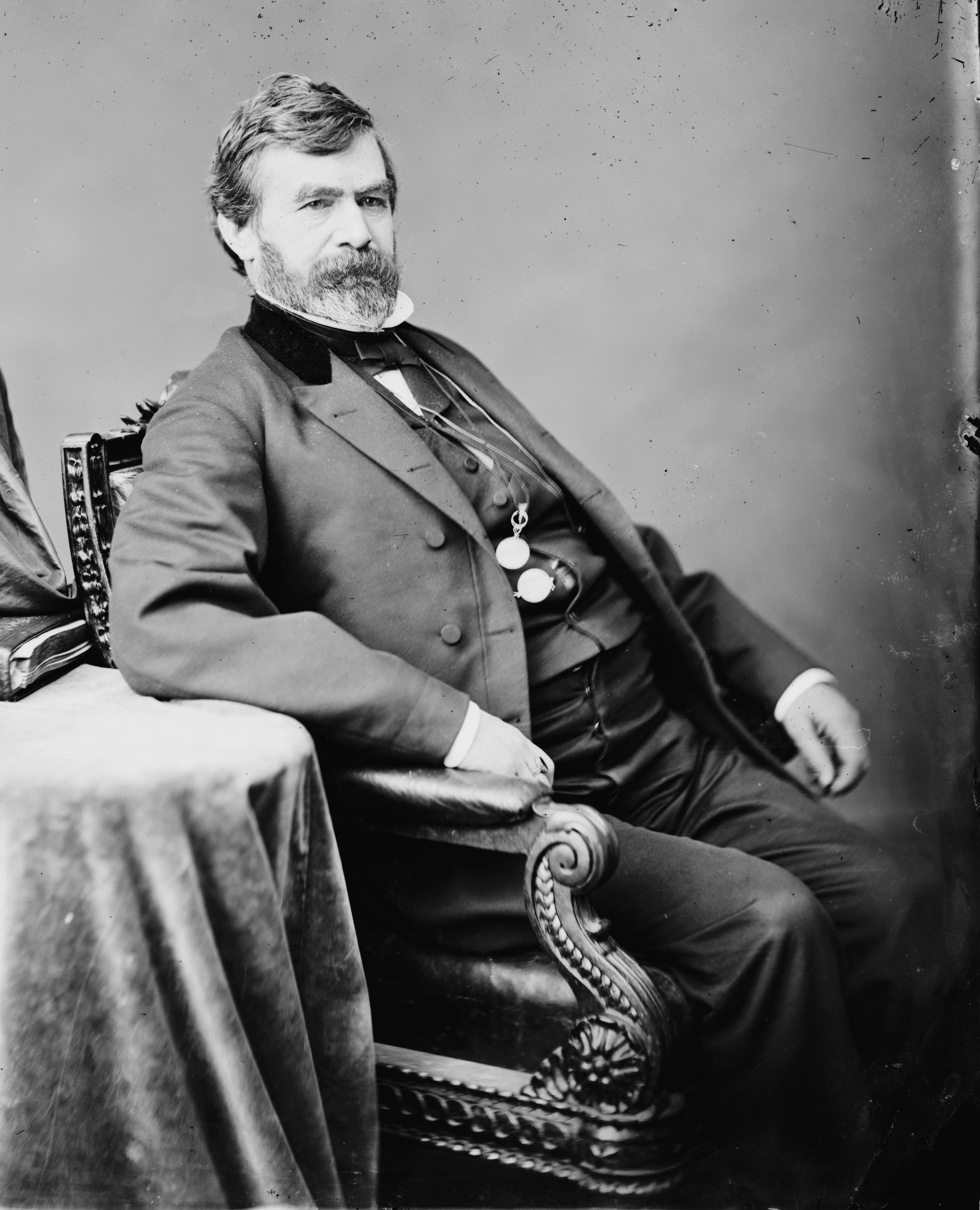
John Dodson Stiles

John Dodson Stiles (* 15. Januar 1822 in Town Hill, Luzerne County, Pennsylvania; † 29. Oktober 1896 in Allentown, Pennsylvania) war ein US-amerikanischer Politiker. Zwischen 1862 und 1871 vertrat er mehrfach den Bundesstaat Pennsylvania im US-Repräsentantenhaus.

## Werdegang
John Stiles besuchte zunächst vorbereitende Schulen. Nach einem anschließenden Jurastudium und seiner 1844 erfolgten Zulassung als Rechtsanwalt begann er in Allentown in diesem Beruf zu arbeiten. Zwischen 1853 und 1856 war er Bezirksstaatsanwalt im Lehigh County. Gleichzeitig schlug er als Mitglied der Demokratischen Partei eine politische Laufbahn ein. In den Jahren 1856, 1864 und 1868 nahm er als Delegierter an den jeweiligen Democratic National Conventions teil. Im August 1866 war er auch Delegierter zur National Union Convention in Philadelphia.
Nach dem Tod des Abgeordneten Thomas Buchecker Cooper wurde Stiles bei der fälligen Nachwahl für den siebten Sitz von Pennsylvania als dessen Nachfolger in das US-Repräsentantenhaus in Washington, D.C. gewählt, wo er am 3. Juni 1862 sein neues Mandat antrat. Nach einer Wiederwahl im sechsten Wahlbezirk seines Staates konnte er zunächst bis zum 3. März 1865 im Kongress verbleiben. Diese Zeit war von den Ereignissen des Bürgerkrieges geprägt.
Bei den Kongresswahlen des Jahres 1868 wurde Stiles erneut im sechsten Distrikt von Pennsylvania in das US-Repräsentantenhaus gewählt, wo er am 4. März 1869 Benjamin Markley Boyer ablöste, der vier Jahre zuvor sein Nachfolger geworden war. Da er im Jahr 1870 auf eine erneute Kandidatur verzichtete, konnte er bis zum 3. März 1871 nur eine weitere Legislaturperiode im Kongress absolvieren. Nach seiner Zeit im US-Repräsentantenhaus praktizierte Stiles wieder als Anwalt. Er starb am 29. Oktober 1896 in Allentown.